# Teucholabis laidis
Teucholabis laidis är en tvåvingeart som beskrevs av Alexander 1966. Teucholabis laidis ingår i släktet Teucholabis och familjen småharkrankar.
Artens utbredningsområde är Honduras. Inga underarter finns listade i Catalogue of Life.